# Emilio Clerici
Emilio Clerici (Varese, 18 novembre 1923 – Genova, 18 gennaio 2024) è stato un cestista italiano.

## Biografia
In Serie A vestì la maglia di Varese, di cui fu uno dei fondatori, insieme a Sergio Marelli e Sergio Brusa Pasquè, dal 1945 fino al 1950.
Il 18 novembre 2023 festeggiò i 100 anni.